# Húsavík (îles Féroé)
Pour l’article homonyme, voir Húsavík (Islande).
Húsavík est une commune et un vieux village des îles Féroé situé au sud de l'île Sandoy, avec une population de 88 personnes. Au centre de Húsavík, une ruine appelée Heimi á Garði serait les restes d'une ferme construite par la Dame de la Chambre à Húsavík.

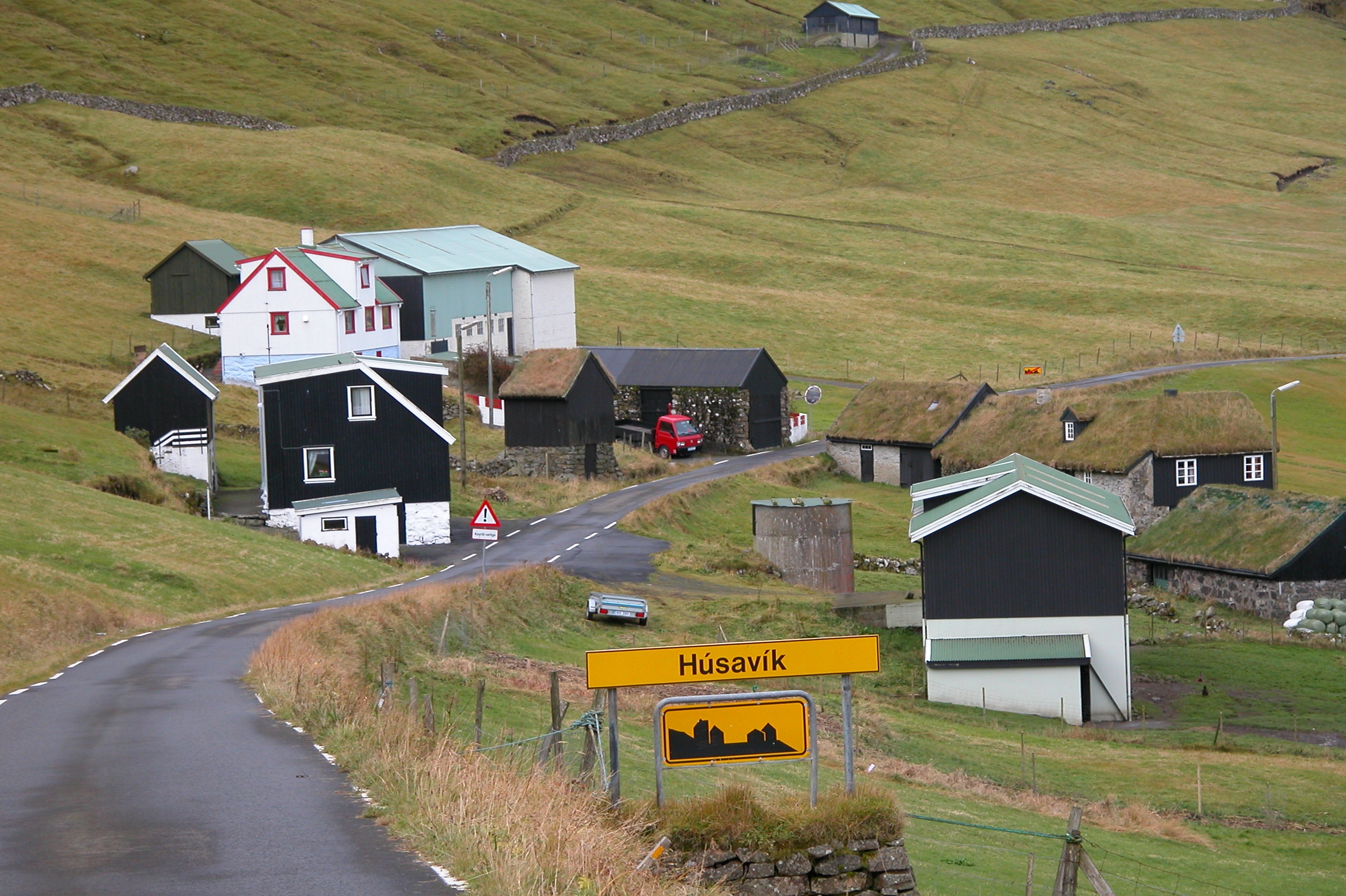